# Leucohya
Leucohya es un género de pseudoscorpiones de la familia Bochicidae. Se distribuyen por América.

## Especies
Según Pseudoscorpions of the World 2.0:
- Leucohya heteropoda Chamberlin, 1946
- Leucohya magnifica Muchmore, 1972
- Leucohya parva Muchmore, 1998
- Leucohya texana Muchmore, 1986

## Publicación original
- Chamberlin, 1946: The genera and species of the Hyidae, a family of the arachnid order Chelonethida. Bulletin of the University of Utah, Biological Series, vol. 9, n.º 6, pp. 1-16.